# Wanda Jakubińska
Wanda Jakubińska, właśc. Wanda Jakubińska-Szacka (ur. 6 lipca lub 15 lipca 1903 w Radomiu, zm. 31 maja 1987 w Berlinie Zachodnim) – polska aktorka teatralna i filmowa.

## Życiorys
Urodziła się 6 lub 15 lipca 1903 w Radomiu, ówcześnie na terenie Imperium Rosyjskiego, w rodzinie Edmunda Jakubińskiego, właściciela zakładu zegarmistrzowskiego w Warszawie, i Julii z domu Brusendorff. W Warszawie ukończyła Prywatne Gimnazjum Żeńskie Krystyny Malczewskiej (1921) i studia na Oddziale Dramatycznym przy Konserwatorium Muzycznym (1924). W latach 1924–1931 występowała na deskach Teatru Miejskiego w Łodzi, w sezonie 1925/26 także w Teatrze „Perskie Oko” w Warszawie. W latach 1931–1937 grała na scenach Teatru Wielkiego i Teatru Rozmaitości we Lwowie, gdzie współpracowała również z rozgłośnią Polskiego Radia. W latach 1937–1939 była w zespole Teatru Letniego w Warszawie.
Podczas okupacji niemieckiej występowała w kawiarni „Sztuka” w Warszawie, później pracowała jako kelnerka, ekspedientka, modystka, otrzymywała też pomoc materialną z funduszy Tajnej Rady Teatralnej.
Po wojnie grała na scenach łódzkich: Teatru Kameralnego Domu Żołnierza (1945–1948), Teatru Osa (1948–1950) oraz Teatru Nowego (1950–1970), z którym związała się do przejścia na emeryturę 31 grudnia 1970.
Grała w słuchowiskach Teatru Polskiego Radia. Wystąpiła również w spektaklach Teatru Telewizji: Przy trakcie Antoniego Czechowa w reż. Jerzego Antczaka (1959), Pan Puntilla i jego sługa Matti Bertolta Brechta w reż. Tadeusza Minca (1964) i Rewizor Nikołaja Gogola w reż. Witolda Zatorskiego (1969).
Od 1928 była żoną aktora Maksymiliana Szackiego.

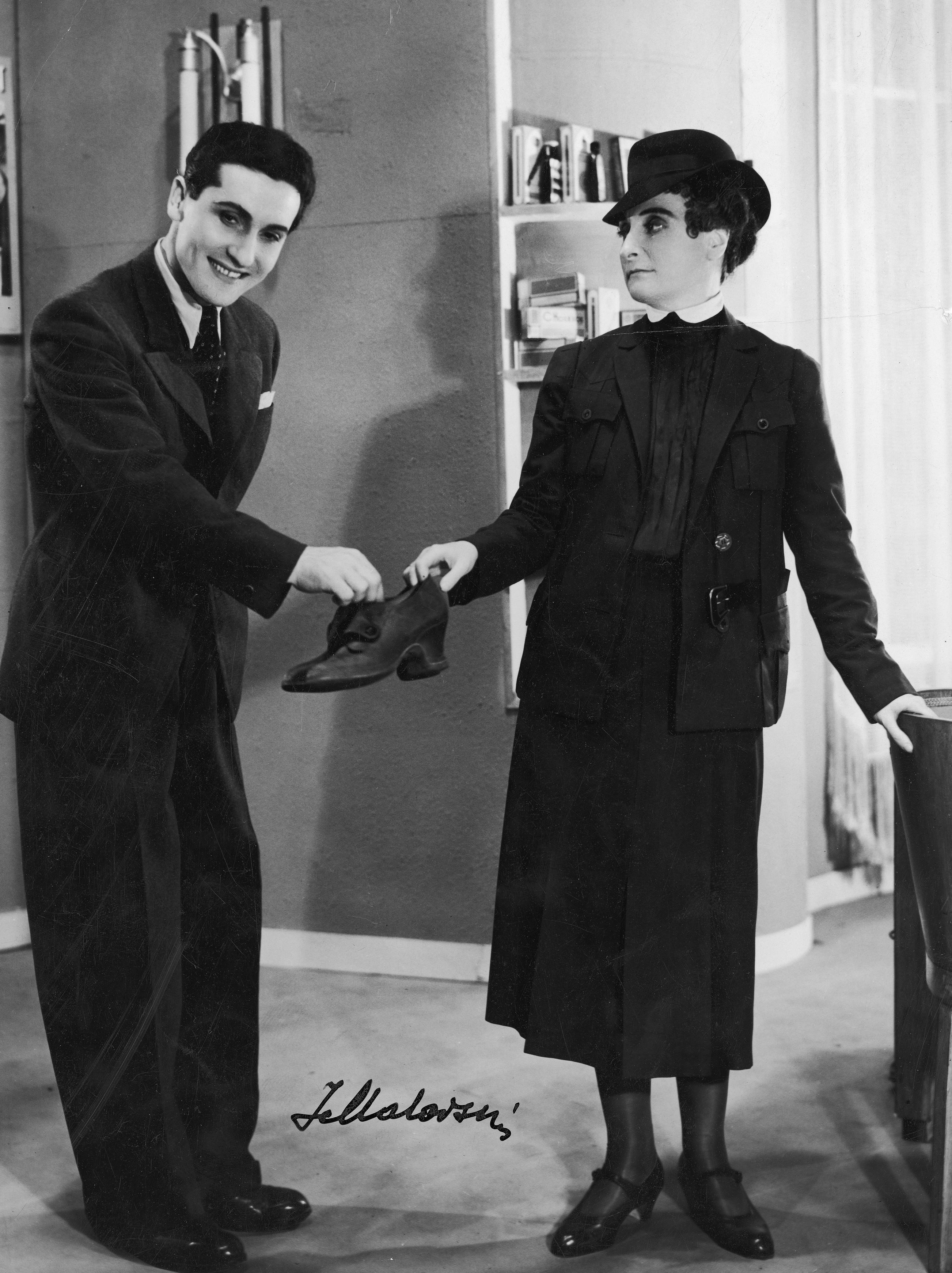
Wanda Jakubińska i Jerzy Śliwiński w komedii Kłopoty Bourrachona w Teatrze Letnim w Warszawie (1938).

Zmarła 31 maja 1987 w Berlinie Zachodnim.

## Filmografia
- Strachy (1938)

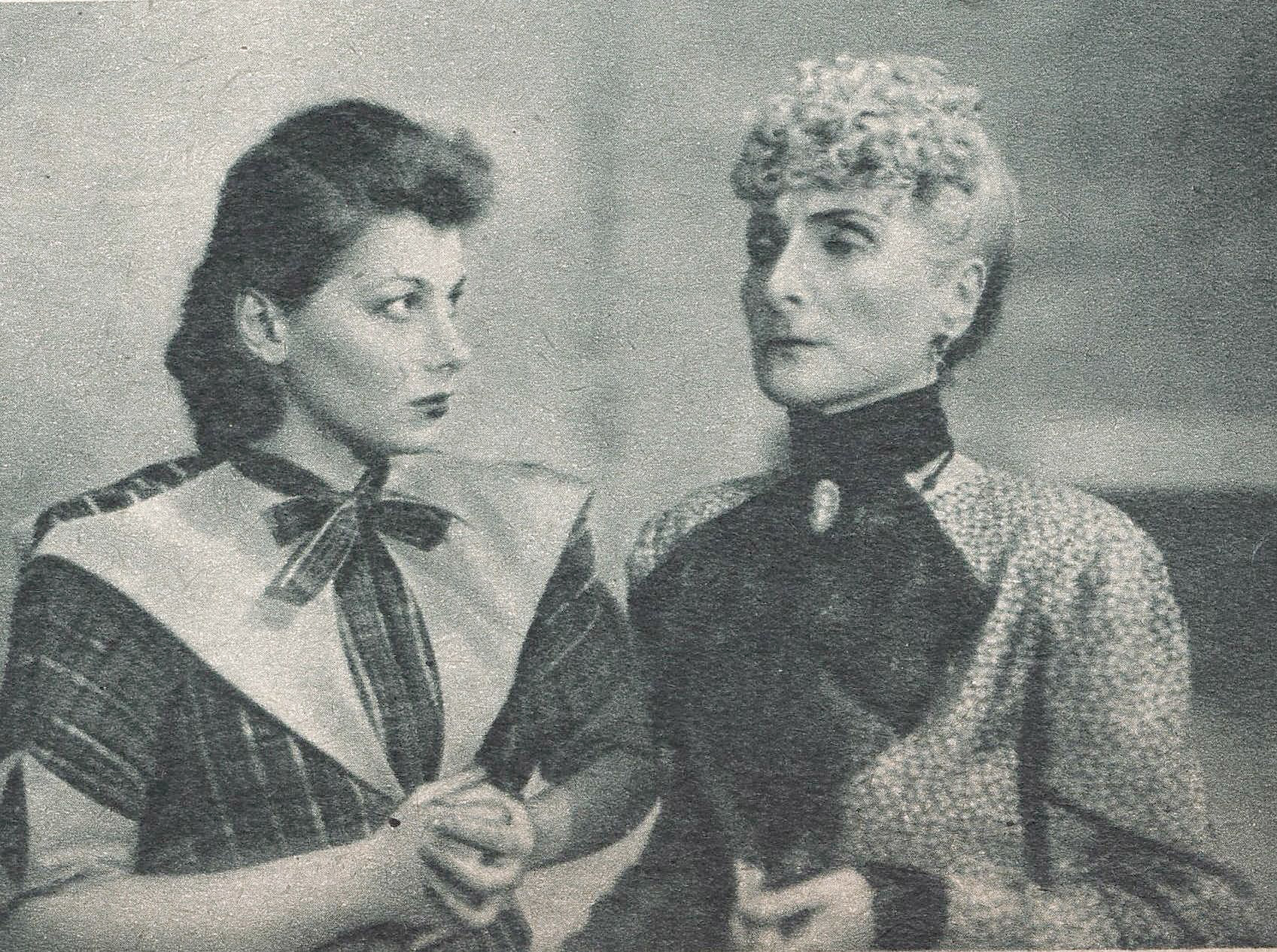
Barbara Drapińska (po lewej) i Wanda Jakubińska (w roli Fillipy) w sztuce Miasto w Dolinie (1948).

- Serce matki (1938) – właścicielka pensjonatu
- Profesor Wilczur (1938) – matka chorego chłopca
- Gehenna (1938) – matka Ani
- Nad Niemnem (1939)
- Zakazane piosenki (1946) – kobieta w obozie uchodźców w Pruszkowie
- Skarb (1948) – Kowalska, sąsiadka Malikowej
- Za wami pójdą inni (1949) – znajoma matki Anny
- Pierwszy start (1950) – matka Hani
- Dwie brygady (1950) – gosposia Borowicza
- Młodość Chopina (1951) – dewotka na koncercie Paganiniego
- Sprawa do załatwienia (1953) – sekretarka naczelnika
- Celuloza (1953) – Jadwiga Łopaczewska, właścicielka pracownik konfekcji męskiej
- Trudna miłość (1954) – żona Nalepy
- Uczta Baltazara (1954) – chłopka
- Autobus odjeżdża 6.20 (1954) – Kowalska
- Sprawa pilota Maresza (1955) – gospodyni Maresza
- Trzy kobiety (1956)
- Ostatni strzał (1958) – kobieta w kolejce
- Kalosze szczęścia (1958) – kobieta-apostoł w Hyde Parku
- Świadectwo urodzenia (1961) – babina (nowela 3. Kropla krwi)
- Szpital (1962)
- Kryptonim Nektar (1963) – babcia klozetowa w „Cristalu"
- Spotkanie ze szpiegiem (1964) – mieszkanka Szuwarowa
- Przerwany lot (1964) – babcia
- Popioły (1965)
- Lenin w Polsce (1965)
- Piekło i niebo (1966) – babcia małego Ignasia Zasady
- Marysia i Napoleon (1966) – dama
- Zmartwychwstanie Offlanda (1967) – sprzątaczka
- Stajnia na Salvatorze (1967) – sąsiadka Teresy
- Szkice warszawskie (1969) – babcia Julka (nowela 1. Allegro)
- Przygoda Stasia (1970) – baba

## Ordery i odznaczenia
- Krzyż Kawalerski Orderu Odrodzenia Polski (11 lipca 1955)[5]
- Medal 10-lecia Polski Ludowej (28 lutego 1955)[6]
- Honorowa Odznaka Miasta Łodzi (1963)